# Samuel Otwinowski
Samuel Otwinowski (ur. 1575, zm. po 1650) – orientalista polski, tłumacz, członek wspólnoty braci polskich, przedstawiciel dyplomatyczny Rzeczypospolitej w Imperium Osmańskim w 1620 roku. 	

## Życiorys
Brat Waleriana. Sławę zyskał jako pierwszy polski iranista. Przebywał w Turcji przez 10 lat, tłumacz przy hetmanie Stanisławie Żółkiewskim (1612) i kancelarii koronnej. Od 1640 przebywał na dworze Lubomirskich w Wiśniczu.

## Twórczość
Przełożył piękną polską prozą Saadiego Perską księgę nazwaną Giulistan to jest Ogród Różany (1610–1625, pierwszy europejski przekład tego poematu, druk. dopiero 1879). Pozostawił też komplikację napisaną na podstawie dzieł Ayn-i Alego Historia turecka (1629), którą następnie uzupełnił przeróbką fragmentów Pamiętników Janczara (1633) wyd. pol. 1912.

### Przekłady
- Opis współczesny państwa tureckiego Ain- i Ali'ego, poszerzony własnymi komentarzami i dodatkami, powstał ok. 1632–1634 (cześć prawdopodobnie przed 1629), rękopis Biblioteki Narodowej Polskiej, sygn. F. IV 100, prawdopodobnie zniszczony w 1944; dzieło było przypuszczalnie przeznaczone do druku; jego ważniejsze części:
  - Ain- i Ali'ego opis polityczno-statystyczny państwa tureckiego z czasów sułtana Ahmeda I (obejmował wstęp i 7 części)
  - Ain- i Ali'ego opis wojska, floty i dworu sułtańskiego (4 części)
  - tzw. Pamiętniki Janczara (w dość dowolnej przeróbce z licznymi zmianami i obszernymi dodatkami, np. z pominięciem 7 pierwszych rozdz. Pamiętników... i dodanym rozdz. 27 pt. O przyjmowaniu posłów chrześcijańskich, o ceremoniach koło tego i o porządku dywanu)
  - Regestr skarbowy podany sułtanowi Machmetowi III
  - 2 dodatki: przerachowanie monety tureckiej na polską; wyliczenie oficjalnych tytułów sułtana tureckiego
  - Pamiętniki Janczara wyd. (jako XVII-wieczną wersję dzieła) Jan Łoś w: "Pamiętniki Janczara", Kraków 1912, BPP nr 63, s. 224-238
- Saadi Gulistan, przekład pt. Perska księga... nazwana Gulistan, to jest Ogród różany, powst. prawdopodobnie 1610-1625, wyd. W. Korotyński i I. Janicki, Warszawa 1879, Biblioteka Ordynacji Krasińskich Muzeum K. Świdzińskiego, t. 4 (2 edycje); fragmenty przedr. T. Szanfary W drodze (Jerozolima) 1943, nr 15; rękopis (kopia autografu) Biblioteki Krasińskich nr 272, zniszczony w 1944 przez okupana niemieckiego, (zbiór rad praktycznego i etycznego postępowania, wplecionych w przypowiastki i anegdoty; B. Baranowski traktuje dzieło jako chronologicznie 2. w twórczości Otwinowskiego; istnieje hipoteza, że jest to pierwszy między prawie równoczesnymi w językach: franc., łac. i niem. z przekładów Gulistanu na języki europejskie; został dokonany poprzez przekład turecki z niezbyt ścisłej kopii; w tekście polskim znajduje się wiele luk i zmian w stosunku do oryginału, brak również zakończenia)
- Przekład i inwentaryzacja dokumentów wschodnich z Archiwum Koronnego na Zamku Krakowskim: ok. 200 tureckich, 14 tatarskich, 7 perskich, powst. 1641–1642 (w domu Lubomirskich w Krakowie lub Wiśniczu, także w Zaleśni i Zbigniewicach); odpisy przekładów w kopiariuszu działów wschodnich Archiwum Koronnego, rękopis Ossolineum nr 3555/II, (Otwinowski korzystał z pewnych przekładów wcześniejszych Strasza, K. Dzierżka i in.)
- Przekłady dokumentów wschodnich wcześniejsze, powst. głównie w okresie urzędowania w kancelarii koronnej (od 1614), znajdują się księgach poselskich (Libri Legationum) oraz w Dziale Tureckim i Tatarskim Archiwum Głównego Akt Dawnych w Warszawie

### Listy i materiały
- Z Konstantynopola, rękopis Biblioteki Krasińskich nr 4021, s. 50
- Wpis S. Otwinowskiego po persku, arabsku i turecku do księgi pamiątkowej pastora ariańskiego Andrzeja Lubienieckiego, rękopis Biblioteki Czartoryskich nr 1403, s. 153, fot. w zmniejszeniu zob. A. Brückner Encyklopedia staropolska, t. 2, Warszawa 1939, s. 714

### Utwór o autorstwie niepewnym
- Współpraca nad dziełem M. Paszkowskiego Dzieje tureckie i utarczki kozackie z Tatary, Kraków 1615 (hipoteza B. Baranowskiego; zob. też: Katalog dokumentów tureckich. Dokumenty do dziejów Polski i krajów ościennych w latach 1455–1672, oprac. Z. Abrahamowicz, Warszawa 1959, Katalog Rękopisów Orientalnych ze Zbiorów Polskich PAN Zakład Orientalistyki, t. 1, zeszyt 1